# David Diop (poète)
Pour les articles homonymes, voir David Diop et Diop.
Œuvres principales
Coups de pilon 1956, Présence africaine, 2000
David Diop (9 juillet 1927-29 août 1960) est un poète sénégalais et professeur de lettres classiques.

## Biographie
De son nom complet David Léon Mandessi Diop, il est né le 9 juillet 1927 à Bordeaux, d'un père sénégalais, G. Mamadou Diop Yandé et d'une mère camerounaise, Maria Mandessi Bell. En 1935, à l'âge de huit ans, son père décède et David est élevé aux côtés de ses cinq frères et sœurs par sa mère.
À cause de sa santé fragile, David vit une partie de son enfance dans les hôpitaux en France - notamment pendant la période de l'occupation et de la guerre. Il se découvre alors une passion pour la littérature et ne tarde pas à écrire pour exprimer ses sentiments.
Il entre d'abord en Faculté de Médecine, puis se tourne vers les lettres modernes. Au cours de ses études, David a Léopold Sédar Senghor comme professeur. Après avoir obtenu sa licence, il part pour le Sénégal où il enseigne au lycée Maurice Delafosse.
En 1952, il épouse une Sénégalaise, Virginie Kamara, sage-femme et fille de l'illustre médecin Gaspard Kamara. Ils ont ensemble 3 enfants avant de divorcer quelques années plus tard. Leur premier fils, le cinéaste-réalisateur David Ika Diop, réalisera en 1986 le court-métrage Poète de l'Amour mettant ainsi en image et son des témoignages sur la vie et l'œuvre de son illustre père.
Ses premiers poèmes sont publiés dans la revue Présence Africaine, fondée par Alioune Diop, et aussitôt reproduits par Léopold Sédar Senghor dans son Anthologie de la nouvelle poésie nègre et malgache de langue française en 1948.
En 1958, comme beaucoup d'autres, David Diop répond à l'appel de Sékou Touré et part enseigner à Kindia (Guinée), où il accepte en tant que membre du Parti africain de l'indépendance (PAI) d'assurer les fonctions de directeur de l'École normale.
Alors qu'il était en vacances administratives, il meurt au large des côtes du Sénégal dans un accident d'avion le 29 août 1960. Il avait pris place à bord du vol Air France 343, un Lockheed L-1649, avec 54 autres passagers et 8 membres d'équipage. Il n'y eut pas de survivants, et la commission d'enquête n'a jamais déterminé les causes de ce drame.
Sa principale oeuvre "Coups de Pilon" a fait l'objet d'une analyse juridique parue dans le "Indian Journal of Law and Legal Research"

### Filmographie
- David Mandessi Diop, poète de l'amour, film réalisé par son fils David Ika Diop, 1987, 16 mm